# Puchar Polski w piłce siatkowej kobiet (2014/2015)
Puchar Polski w piłce siatkowej kobiet 2014/2015 – 58. sezon rozgrywek o siatkarski Puchar Polski odbywający się od 1932 roku. 

## System rozgrywek
Rozgrywki składały się z pięciu rund wstępnych, ćwierćfinałów i turnieju finałowego. Drużyny, które grają w II lidze rozpoczynają od 1. rundy. Następnie w 3. rundzie do zwycięzców z 2. rundy dojdą drużyny z I ligi, następnie w 6. rundzie rozpoczną rozgrywki drużyny z PlusLigi, które po pierwszej części sezonu zajęły miejsca 5-10. A od ćwierćfinału występować będą drużyny z pierwszej czwórki pierwszej części sezonu zasadniczego. Gospodarzem w rundach wstępnych jest drużyna, która zajęła niższą pozycję w klasyfikacji końcowej lub z niższej ligi.

## Drużyny uczestniczące
| ORLEN Liga 12 drużyn             | ORLEN Liga 12 drużyn |
| -------------------------------- | -------------------- |
| KPS Chemik Police                | finał                |
| Impel Wrocław                    | półfinał             |
| Atom Trefl Sopot                 | zwycięzca            |
| Tauron MKS Dąbrowa Górnicza      | ćwierćfinał          |
| BKS Aluprof Bielsko-Biała        | ćwierćfinał          |
| Muszynianka Muszyna              | ćwierćfinał          |
| Budowlani Łódź                   | półfinał             |
| Siódemka Legionowo               | 4. runda             |
| PTPS Piła                        | 4. runda             |
| KS Pałac Bydgoszcz               | 5. runda             |
| AZS KSZO Ostrowiec Świętokrzyski | ćwierćfinał          |
| KS DevelopRes Rzeszów            | 5. runda             |

| I liga 12 drużyn                 | I liga 12 drużyn |
| -------------------------------- | ---------------- |
| KS Murowana Goślina              | 1. runda         |
| TKS-T Budowlani Budlex Toruń     | 2. runda         |
| MUKS Sparta Warszawa             | 1. runda         |
| Silesia Volley I                 | 1. runda         |
| PWSZ Karpaty MOSiR KHS Krosno    | 3. runda         |
| MLKS Roltex Zawisza Sulechów     | 4. runda         |
| SMS PZPS Szczyrk                 | 1. runda         |
| MUKS Joker Mekro Świecie         | 2. runda         |
| ŁKS Commercecon Łódź             | 4. runda         |
| KRS Ekstrim Gorlice              | 2. runda         |
| PMKS Sokołów Nike Węgrów         | 3. runda         |
| PLKS Pszczyna Jastrzębie Borynia | 2. runda         |

| niższe ligi 3 drużyn             | niższe ligi 3 drużyn |
| -------------------------------- | -------------------- |
| AZS AGH Kraków                   | 1. runda             |
| KŚ Politechniki Śląskiej Gliwice | 1. runda             |
| UKS Orzeł Malbork                | 1. runda             |

## Rozgrywki

### 1. runda
| Data       | Drużyna 1                         | Wynik | Drużyna 2                | Sety                             |
| ---------- | --------------------------------- | ----- | ------------------------ | -------------------------------- |
| 15.10.2014 | Karpaty Krosno                    | 3:0   | SMS PZPS Szczyrk         | 25:15, 25:18, 25:16              |
| 15.10.2014 | AGH Kraków                        | 0:3   | Ekstrim Gorlice          | 19:25, 22:25, 18:25              |
| 15.10.2014 | Jastrzębie Borynia PLKS Pszczyna  | 3:2   | Silesia Volley Mysłowice | 18:25, 25:21, 25:16, 20:25, 15:9 |
| 15.10.2014 | AZS Politechniki Śląskiej Gliwice | 0:3   | ŁKS Commercecon Łódź     | 20:25, 23:25, 21:25              |
| 15.10.2014 | KS Murowana Goślina               | 1:3   | Zawisza Sulechów         | 19:25, 25:22, 15:25, 18:25       |
| 15.10.2014 | Orzeł Malbork                     | 0:3   | Joker Świecie            | 14:25, 18:25, 23:25              |
| 15.10.2014 | Nike Węgrów                       | 3:1   | Sparta Warszawa          | 25:17, 25:16, 25:27, 25:23       |
|            | Budowlani Toruń                   |       |                          | wolny los                        |

### 2. runda
| Data       | Drużyna 1                        | Wynik | Drużyna 2            | Sety                       |
| ---------- | -------------------------------- | ----- | -------------------- | -------------------------- |
| 19.11.2014 | Ekstrim Gorlice                  | 1:3   | Karpaty Krosno       | 14:25, 22:25, 25:19, 20:25 |
| 19.11.2014 | Jastrzębie Borynia PLKS Pszczyna | 1:3   | ŁKS Commercecon Łódź | 25:21, 24:26, 22:25, 22:25 |
| 19.11.2014 | Joker Świecie                    | 0:3   | Zawisza Sulechów     | 13:25, 24:26, 20:25        |
| 19.11.2014 | Nike Węgrów                      | 3:0   | Budowlani Toruń      | 25:16, 25:12, 25:21        |

### 3. runda
| Data       | Drużyna 1            | Wynik | Drużyna 2        | Sety                              |
| ---------- | -------------------- | ----- | ---------------- | --------------------------------- |
| 14.12.2014 | ŁKS Commercecon Łódź | 3:2   | Karpaty Krosno   | 25:18, 21:25, 25:27, 25:20, 15:9  |
| 14.12.2014 | Nike Węgrów          | 2:3   | Zawisza Sulechów | 18:25, 25:19, 23:25, 25:19, 16:18 |

### 4. runda
| Data       | Drużyna 1                    | Wynik | Drużyna 2                    | Sety                            |
| ---------- | ---------------------------- | ----- | ---------------------------- | ------------------------------- |
| 7.01.2015  | Zawisza Sulechów             | 0:3   | Budowlani Łódź               | 32:34, 22:25, 15:25             |
| 7.01.2015  | ŁKS Commercecon Łódź         | 2:3   | Pałac Bydgoszcz              | 25:17, 24:26, 25:14, 8:25, 7:15 |
| 8.01.2015  | PGNiG Nafta Piła             | 0:3   | Developres SkyRes Rzeszów    | 21:25, 23:25, 20:25             |
| 26.01.2015 | KSZO Ostrowiec Świętokrzyski | 3:1   | SK bank Legionovia Legionowo | 25:19, 20:25, 25:18, 25:16      |

### 5. runda
| Data       | Drużyna 1                    | Wynik | Drużyna 2                 | Sety                       |
| ---------- | ---------------------------- | ----- | ------------------------- | -------------------------- |
| 03.02.2015 | Budowlani Łódź               | 3:0   | Developres SkyRes Rzeszów | 25:17, 27:25, 25:17        |
| 16.02.2015 | KSZO Ostrowiec Świętokrzyski | 3:1   | Pałac Bydgoszcz           | 25:15, 27:25, 23:25, 25:21 |

### Ćwierćfinał
| Data       | Drużyna 1                         | Wynik | Drużyna 2                           | Sety                             |
| ---------- | --------------------------------- | ----- | ----------------------------------- | -------------------------------- |
| 25.02.2015 | Chemik Police                     | 3:0   | KSZO Ostrowiec Świętokrzyski        | 25:18, 25:17, 25:15              |
| 25.02.2015 | PGE Atom Trefl Sopot              | 3:0   | Tauron Banimex MKS Dąbrowa Górnicza | 25:13, 25:18, 25:18              |
| 07.03.2015 | BKS Aluprof Bielsko-Biała         | 0:3   | Impel Wrocław                       | 18:25, 20:25, 18:25              |
| 07.03.2015 | Polski Cukier Muszynianka Muszyna | 2:3   | Budowlani Łódź                      | 25:22, 25:23, 23:25, 21:25, 8:15 |

### Półfinał
| Data       | Drużyna 1            | Wynik | Drużyna 2      | Sety                |
| ---------- | -------------------- | ----- | -------------- | ------------------- |
| 14.03.2015 | Chemik Police        | 3:0   | Impel Wrocław  | 25:15, 25:16, 25:20 |
| 14.03.2015 | PGE Atom Trefl Sopot | 3:0   | Budowlani Łódź | 25:16, 25:12, 25:19 |

### Finał
| Data       | Drużyna 1     | Wynik | Drużyna 2        | Sety                              |
| ---------- | ------------- | ----- | ---------------- | --------------------------------- |
| 15.03.2015 | Chemik Police | 2:3   | Atom Trefl Sopot | 25:17, 18:25, 10:25, 25:19, 12:15 |